# 明極楚俊
明極楚俊（みんき そしゅん）は、鎌倉時代末期から南北朝時代にかけて、元から日本へ渡来した禅僧。諡は仏日燄慧禅師。俗姓は黄。法諱は楚俊。号は明極。

## 人物・来歴

### 元での禅名
中国南宋の景定3年（1262年）、慶元府昌国県で生まれる。咸淳9年（1273年）、12歳の時に霊巌寺の竹牕喜を拝して剃髪受具（出家）。育王山の横川如珙に参じて悟りを得る。その後、霊隠寺の虎巌浄伏の門に移って侍香として仕え、虎巌浄伏の法を嗣ぐ。また天童寺に赴いて止泓道鑑に侍して蔵鑰となり、その後金陵（南京）の奉聖寺に出世。瑞巌寺・普慈寺の両寺に歴住した後、婺州双林寺主となるなど、すでに元の禅宗界において高名な存在であった。径山（きんざん）の前堂首座（しゅそ）として居していた天暦2年（1329年、日本では嘉暦4年）、日本の大友貞宗からの使節に招請され渡日を受諾。竺仙梵僊を伴い、天岸慧広・物外可什・雪村友梅と同船して5月に博多へ入港した。このときすでに68歳であった。

### 来日後
元徳2年（1330年）、鎌倉幕府に招かれて関東へ下向する途中、京都で後醍醐天皇に拝謁して法問を受け、仏日燄慧禅師の号を賜る。同年2月、得宗北条高時の要請で建長寺住持となり、竺仙が前堂首座としてこれを支えた。この頃、元弘の変で流謫した後醍醐天皇の復位を予言したという。変後、はたして復位した後醍醐天皇に招かれて元弘3年（1333年）に上京、南禅寺第十三世として迎えられる。翌建武元年（1334年）には南禅寺は京都五山の第一とされた。同年、建仁寺に移り、第二十四世となる。また摂津に広厳寺を開山。建武3年9月27日（1336年10月31日）、建仁寺の方丈にて入寂。享年75。遺偈に「七十五年　一條生鐵　大地粉碎　虚空迸裂」。著書に『明極和尚語録』があり、法嗣に懶牛希融・草堂得芳らがおり、明極派もしくは燄慧派と称される。